# Pierre-Marie Desmarest
Pour les articles homonymes, voir Desmaret.
Pierre-Marie Desmaret (ou Desmarest, encore prénommé Charles) est un homme politique français né le 11 mars 1764 à Compiègne (Oise) et décédé le 5 avril 1832 à Paris.

## Biographie

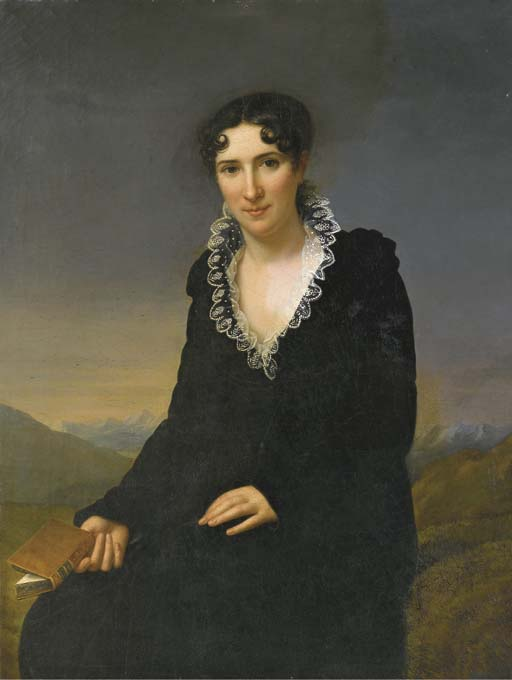
Portrait de Louise-Marie-Françoise Lardy, épouse de Desmarest, 1807, par Henriette Lorimier

Il est nommé chevalier de la Légion d'honneur par décret du 12 août 1810 
Ayant servi dans la Police sous l'Empire (voir notamment la conspiration de 1804 organisée par Georges Cadoudal), il est créé chevalier d'Empire le 10 avril 1811 et devient chef de division à la Police générale. Il est député de l'Oise pendant les Cent-Jours en 1815.
Il a laissé des mémoires écrits .
Le 2 mai 1797, il épouse à Lausanne Louise-Marie-Françoise Lardy, née en 1778, fille de Jacques-Antoine Lardy (1755-1806), bourgeois de Rolle en Suisse. Celle-ci est représentée en 1807 dans un portrait peint par Henriette Lorimier sur fond de montagnes des Alpes, tenant une bible à la main. L'une de leurs filles, Louise-Marie, dite Lise, épouse en 1831 le peintre Édouard Cibot.

## Œuvres
- L'empire savant, roman d'anticipation imaginant une société futuriste au cœur de l'Afrique[6],[7] ;
- Témoignages historiques ou Quinze ans de haute police sous Napoléon (1833)